# 岩淵村 (静岡県)

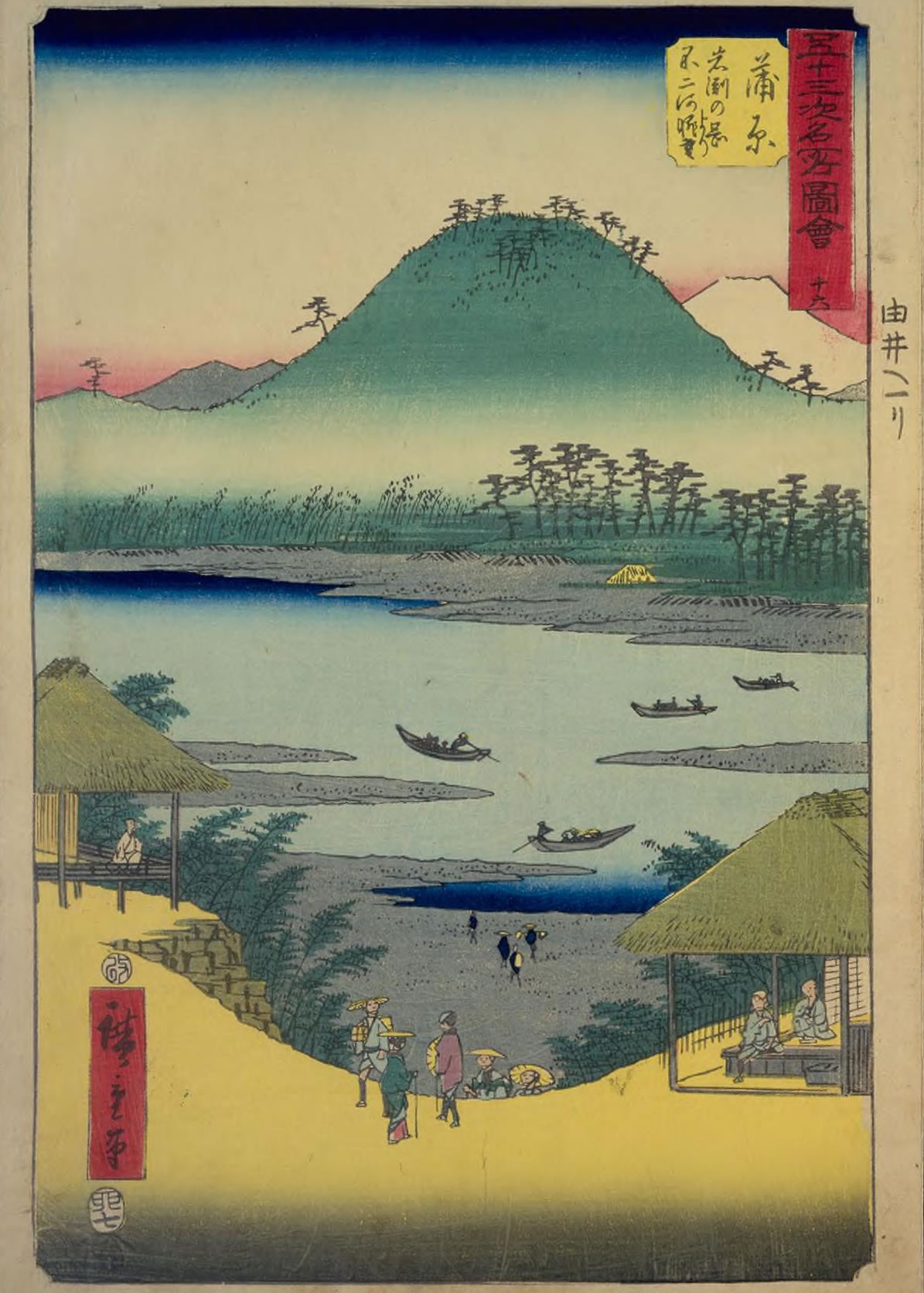
歌川広重筆 『五十三次名所図会　蒲原』間宿岩淵宿から眺めた富士川の渡しの情景。

岩淵村（いわぶちむら）は、かつて存在した静岡県庵原郡の村。現在の富士市岩淵。
江戸時代には富士川の渡し場もあり、身延路（駿州往還）との交点であったことから、東海道の間の宿（吉原宿・蒲原宿間）として栄えた。
1889年（明治22年）2月1日に東海道本線岩淵駅が隣の中之郷村に開業（1970年、富士川駅に改称）。同年4月1日、木島村、中之郷村と合併し、富士川村として村制施行（1901年1月25日、町制施行・2008年11月1日、富士市へ編入）。

## 名所・旧跡
- 旧東海道岩淵の一里塚（県指定史跡）
- 旧小休本陣常盤家（国の登録有形文化財）- 女優・常盤貴子の父親の実家でもある[1]。